# Neprirodni odabir
Neprirodni odabir (eng. Unnatural Selection) je sedma epizoda druge sezone američke znanstveno-fantastične serije Zvjezdane staze: Nova generacija. 

## Radnja
Zbog hitnog poziva za pomoć s federacijskog broda, Enterprise žuri kako bi mu pomogao. Pregledavši brod USS Lantree, posada je šokirana kada sazna da su svi na brodu mrtvi. Doktorica Pulaski sazna su članovi posade, koji su bili pregledani i proglašeni potpuno zdravima prije dva mjeseca ranije, umrli od starosti. Lantree je odmah stavljen u karantenu, a USS Enterprise kreće prema zadnjem mjestu na kome se Lantree zadržao, prema Darwinovoj Genetskoj Istraživačkoj Postaji.
Pri dolasku, Enterprise otkriva da stanovnici Darwinove Postaje pate od iste bolesti. Vodstvo postaje moli Picarda da evakuira djecu s postaje, koja su bila napravljena genetskim inženjeringom kako bi postala superljudi. Iako su djeca bila izolirana i nisu pokazivala znakove bolesti, oprezni Picard dopušta doktorici Pulaski da pregleda samo jedno dijete dok se ne utvrdi točna priroda bolesti.

Kako bi još spriječili zarazu posade, Data i Pulaski se ukrcaju na šatl i teleportiraju dječaka na šatl tako da ga se može pregledati u sigurnom okruženju. Ali samo nekoliko trenutaka nakon što Pulaski počne pregledavati dječaka, pogođena je misterioznom bolešću, koja odmah izazove ubrzano starenje. Očajničkim pokušajem da spasi život doktorici, Picard naredi posadi da modificira teleporter tako da može filtrirati svaku promjenu doktoričina DNK, a koristeći uzorak doktoričina DNK dok je još bila zdrava. Nakon nekog vremena, s Picardom za kontrolama teleportera, Pulaski je sigurno teleportirana natrag na Enterprise te vraćena u prijašnje stanje.

## Vanjske poveznice
- Neprirodni odabir na startrek.com  Arhivirana inačica izvorne stranice od 15. srpnja 2009. (Wayback Machine)